# Ngozi Ebere
Ngozi Ebere (5 agosto 1991) è una calciatrice nigeriana, di ruolo difensore.

## Carriera

### Club
Ngozi Ebere inizia la carriera nel proprio paese, giocando in Nigerian Women Football League con il Rivers Angels di Port Harcourt, squadra con la quale al termine della stagione 2013-2014 vince il titolo nazionale e la Nigeria Federation Cup. Nel corso della stagione Ebere realizza sette reti, incluso quella del definitivo 3-1 con cui la sua squadra si aggiudica la finale sulle avversarie del Sunshine Queens.
Nel settembre 2015 decide di trasferirsi in Europa, sottoscrivendo un contratto biennale con il Paris Saint-Germain per giocare in Division 1 Féminine, livello di vertice del campionato francese.

### Nazionale
Nel 2008 Ebere viene convocata dalla Federazione calcistica della Nigeria per indossare la maglia della formazione Under-17; inserita in rosa nella squadra che sotto la supervisione del tecnico Felix Ibe Ukwu partecipa al Mondiale di categoria di Nuova Zelanda 2008 non viene comunque utilizzata nelle tre partite disputate dalla Nigeria prima di essere eliminate nella fase a gironi.
Nel 2010 il tecnico Ndem Egan la inserisce in rosa con la formazione Under-20 impegnata all'edizione 2012 del Mondiale di categoria giocata in Giappone. Con le Under-20 giocherà due delle cinque partite che la vedranno conquistare il terzo posto nello scontro con le pari età del Giappone.
Nel 2015 è convocata nella nazionale maggiore, selezionata dalla federazione nigeriana per partecipare al Mondiale di Canada 2015 sotto la responsabilità tecnica di Edwin Okon. Ebere viene impiegata in tutte le tre partite giocate dalla Nigeria nella fase a gironi. Fa il suo esordio l'8 giugno 2015, al Winnipeg Stadium di Winnipeg, scendendo in campo dal primo minuto nell'incontro pareggiato 3-3 con la Svezia, conquistando l'unico punto della sua squadra nel torneo. Causa le altre due partite perse, 2-0 con l'Australia e 1-0 con gli Stati Uniti, Oshoala e compagne sono costrette ad abbandonare il mondiale.

## Palmarès

### Club
- Campionato cipriota: 1

Barcelona FA: 2017-2018
- Campionato nigeriano: 1

Rivers Angels: 2013-2014
- Nigerian Women's Cup: 1

Rivers Angels: 2013-2014

### Nazionale
- Coppa delle Nazioni Africane femminile: 3

2014, 2016, 2018